# کوکب کوهی (سرده)
کوکب کوهی، ازمکی‌وش، گل ژاپونی ‎/rʌdˈbɛkiə/‎ یا روبکی نام گونه‌ای گیاهی از کاسنیان است. گونه‌ها معمولاً مخروط‌سانان و گل ژاپونی نامیده می‌شوند که همگی بومی آمریکای شمالی هستند و بیشتر آنها به خاطر رنگ زردبراق و نوک طلایی‌شان در باغ کاشته می‌شوند.
این گونه‌ها گیاه علفی و بیشتر آنها جزو گیاهان پایا (تعدادی هم گیاه یک ساله یا گیاه دو ساله) هستند که از ارتفاع نیم تا سه متر رشد کرده و دارای و ساقه ساده یا فرعی می‌باشند. برگها به شکل مارپیچی منظم شده‌اند و کل آنها یا بخش عمده‌ای گوشتالو بوده و درازی آن‌ها بین ۵ تا ۲۵ سانتیمتر است. گلها بر روی گل‌آذینی شبیه مینای چمنی تولید شده و به رنگ زرد یا نارنجی بر روی راسی برجسته و به شکل مخروط مرتب شده‌اند چون گل‌چه‌های براق تمایل دارند هنگام شکوفایی مخروط بالا و پایین بروند.
این گل را کارل لینه به افتخار استاد خود در دانشگاه اوپسالا
اولاف روبک جوان (۱۷۴۰–۱۶۶۰) و پدرش اولاف روبک بزرگتر(۱۷۰۲–۱۶۳۰)، که هر دو گیاه‌شناس بودند نامگذاری کرد. گل ژاپونی یا روبکی یکی از حداقل چهار سرده از گیاهان گلدار از خانواده کاسنیان است که اعضای آن عموماً به عنوان مخروط‌سانان شناخته می‌شوند.